# Éthogramme
Un éthogramme est une liste exhaustive des différents comportements émis par une espèce ou un individu. Il inclut également la description précise, formelle (physique) ou fonctionnelle, de chacun de ces comportements. La réalisation d'un éthogramme se fait par des observations et permet la comparaison de différentes études traitant d'une même espèce.
Si l'éthogramme comprend l'ensemble des comportements décrits, le répertoire comportemental, lui, n'inclut que les comportements propres à une thématique d'observation.